# Ischnochiton aidae
Ischnochiton aidae är en blötdjursart som beskrevs av Righi 1973. Ischnochiton aidae ingår i släktet Ischnochiton och familjen Ischnochitonidae. Inga underarter finns listade i Catalogue of Life.